# François Valli
Pour les articles homonymes, voir Valli (homonymie).
François Valli (Porto-Vecchio, 15 janvier 1907 - Muratello, 26 juin 1994) est un militaire français, Compagnon de la Libération. Engagé dès 1927 dans les , il est en poste en Afrique au début de la Seconde Guerre mondiale et contribue au ralliement de l'Afrique-Équatoriale française à la France libre. Il participe ensuite aux campagnes du Moyen-Orient, d'Afrique et de libération de la France.

## Biographie

### Jeunesse et engagement
François Valli voit le jour à Porto-Vecchio le 15 janvier 1907 dans une famille d'agriculteurs. Il s'engage dans les troupes coloniales en 1927 et est stationné pendant 18 mois en Chine dans les concessions françaises avant de passer deux ans au Tonkin. En 1932, il est muté au Maroc où il reste jusqu'en avril 1938, date à laquelle il est affecté en Oubangui-Chari.

### Seconde Guerre mondiale
Lorsque la guerre éclate, François Valli est toujours en poste en Oubangui-Chari où il commande le poste de Bayanga-Didi. En juin 1940, c'est un missionnaire du village voisin de Carnot qui lui apprend l'appel du général de Gaulle. Il s'emploie alors à organiser le ralliement à la France libre, ce qu'il obtient le 29 août, deux jours avant que la totalité de l'Oubangui-Chari se range derrière le général. En novembre 1940 à Bangi est formé le Bataillon de marche n° 2 (BM2) placé sous le commandement de Robert de Roux. Valli, alors adjudant, se porte volontaire pour servir dans cette unité et quitte l'Afrique pour la Palestine le 20 février 1941.
Basé à Qastina, il participe à la campagne de Syrie à partir du 8 juin 1941 et à la prise de Damas le 21. En septembre, il combat sur l'Euphrate contre des révoltes bédouines. En janvier 1942, lui et le BM2 sont envoyés en Libye où ils participent à la bataille de Bir Hakeim. Valli s'y illustre particulièrement lorsque dans la nuit du 30 au 31 mai, il organise un convoi sanitaire qu'il parvient à faire passer au milieu des patrouilles ennemies. Le BM2 est de retour en Syrie en été 1942 et le 29 août, il reçoit sur son fanion la Croix de la Libération des mains du général de Gaulle. Promu lieutenant et commandant la 5e compagnie du BM2, François Valli est à Madagascar en février 1943 puis de retour en Oubangui-Chari en octobre.
En janvier 1945, Valli débarque à Sète et prend part à la libération de la France. En avril, il participe à la réduction de la poche de Royan. Le 15 avril, à Saint-Georges-de-Didonne, après avoir libéré le hameau de Boube, il s'empare du quartier de Didonne mais avant de pouvoir atteindre Royan il est grièvement blessé par des éclats d'obus. Devant être évacué, il transmet le commandement de la 5e compagnie au lieutenant Jean Mufraggi.

### Après-guerre
Réformé de l'armée en novembre 1946, il se retire à Toulon où il commence une carrière d'agent d'assurances. Parallèlement, il s'engage dans la vie locale en devenant conseiller municipal et adjoint au maire de Toulon. Il prend finalement sa retraite dans sa Corse natale et meurt le 26 juin 1994 à Muratello où il est inhumé.

## Décorations
|  |  |  |
|  |  |  |
|  |  |  |
|  |  |  |

| Commandeur de la Légion d'honneur                            | Commandeur de la Légion d'honneur                            | Compagnon de la Libération                                   | Compagnon de la Libération                                           | Médaille militaire                                                      | Médaille militaire                                                      |
| Croix de guerre 1939-1945                                    | Croix de guerre 1939-1945                                    | Croix de guerre TOE                                          | Croix de guerre TOE                                                  | Médaille de la Résistance française                                     | Médaille de la Résistance française                                     |
| Croix du combattant                                          | Croix du combattant                                          | Médaille des blessés de guerre                               | Médaille des blessés de guerre                                       | Médaille coloniale Avec agrafes "Maroc", "AFL", "Libye" et "Bir-Hakeim" | Médaille coloniale Avec agrafes "Maroc", "AFL", "Libye" et "Bir-Hakeim" |
| Médaille commémorative de Syrie-Cilicie Avec agrafe "Levant" | Médaille commémorative de Syrie-Cilicie Avec agrafe "Levant" | Médaille commémorative de Syrie-Cilicie Avec agrafe "Levant" | Médaille commémorative des services volontaires dans la France libre | Médaille commémorative des services volontaires dans la France libre    | Médaille commémorative des services volontaires dans la France libre    |